# Терминология
Терминоло́гия — совокупность терминов, используемых в определённой области знания.

## Общая характеристика
Терминология каждой области знания строится на основе понятийных связей профессиональных знаний. Терминология как систематический набор терминов, таким образом, ограничивает и вербально закрепляет систему понятий той или иной области знания. По выражению А. А. Реформатского, терминологии и «термины, как их составные части, являются инструментом, с помощью которого формируются научные теории, законы, принципы, положения», то есть «в терминах отражается социально организованная действительность, поэтому термины имеют социально обязательный характер».
Изучением конкретных научно-терминологических систем занимаются учёные, эксперты в соответствующих науках. Общим изучением терминов и терминологических систем (безотносительно к некой конкретной науке), главным образом, с точки зрения лингвистической, занимается терминоведение (область прикладной лингвистики).
Различаются терминологии — естественно сложившиеся совокупности терминов определенных областей знания или их фрагментов и терминосистемы — упорядоченные терминологии с зафиксированными отношениями между терминами, отражающими отношения между называемыми этими терминами понятиями.
Основные термины — как свод терминологии — конкретной сферы знаний издаются в виде терминологических сборников.
По рекомендации Международной терминологической комиссии объём терминологических сборников не должен «намного превышать количество в 100 терминов».
Проблемами терминологии занимаются специализированные государственные комитеты, комиссии, институты и др. организации.
В Российской Федерации проблемами терминологии занимаются Технический комитет ТК-55 «Терминология» при Всероссийском научно-исследовательском институте классификации и кодирования (ВНИИКИ) Госстандарта России и Комитет научной терминологии в области фундаментальных наук Российской академии наук — КНТ РАН.